# Засједа
Засједа је стратегија којом се осмишљено уз елементе изненађења извршава напад са скривеног положаја. Нападач поставља засједу са циљем да жртву изненади тамо гдје га она не очекује. Приликом планирања засједе, нападач води рачуна о елементу изненађења, кретању жртве, избору мјеста за засједу, камуфлажи, видљивости, времену, јачини непријатеља, и другим стварима које утичу на исход.

## Животињско царство
У животињском царству звијери и инсекти приликом лова постављају засједу свом плијену. Неке животиње су развиле природан систем камуфлаже који користе у лову да би жртву неочекивано ухватиле. Засједу најчешће постављају животиње које на отвореном не би могле да ухвате свој плијен.

## Лов
Постављање засједе је једна од ловачких стратегија. У лову на крупнију дивљач ловци користе такозване чеке у којима се сакривају и чекају да звијер наиђе.

## Војска
Засједа је један он важнијих елемената војне тактике.